# Listă de companii din Spania
Această pagină este o listă cu companii din Spania.
- CP Grupo
- Movistar

Aceasta este lista companiilor spaniole din topul Forbes 2000 al anului 2006, în ordinea din top:
Numele companiei, domeniu de activitate
- Banco Santander, Banking
- BBVA - Banco Bilbao Vizcaya Argentaria, Banking
- Telefónica, Telecomunicații
- Repsol YPF, Petrol și gaz
- Endesa Group, Utilități
- Iberdrola, Utilități
- Banco Popular Español, Banking
- ACS Group, Construcții
- Grupo Ferrovial, Construcții
- Cepsa, Petrol și gaz
- Gas Natural SDG, Utilități
- Altadis, Alimente, Băuturi și Tutun
- Unión Fenosa, Utilități
- Inditex, Household & personal products
- FCC Group, Construcții
- Banco de Sabadell, Banking
- Sacyr Vallehermoso, Construcții
- Corporation Mapfre, Asigurări
- Acciona, Construcții
- Abertis, Transport
- Bankinter, Banking
- Iberia, Transport
- Metrovacesa, Servicii Financiare
- Banco Pastor, Banking
- Acerinox, Materiale
- Banco de Valencia, Banking
- Gamesa, Instalații electrice
- Red Eléctrica de España, Utilități
- Enagas, Petrol și gaz